# Aventinska oppositionen
Aventinska oppositionen var en italiensk mot fascisterna riktad partikoalition, bildad sommaren 1924 efter mordet på Giacomo Matteotti.
De flesta oppositionsgrupperna lämnade parlamentet och höll sina sammanträden i en lokal på Aventinen, därav namnet. Till följd härav och med anspelning på plebejernas uttåg till denna kulle fick koalitionen sitt namn. Den krävde främst upplösning av den fascistiska milisen och nyval. Vid parlamentariska förhandlingarna hösten 1924 visade det sig att aventinska oppositionen hade ganska starkt stöd, män som Vittorio Emanuele Orlando och Antonio Salandra ställde sig på dess sida. Sedan Mussolini förgäves försökt uppnå en kompromiss med oppositionen, beslutade han sig i början av 1925 för att i stället krossa den. Censuren skärptes, alla icke-fascister rensades ut ur regeringen och när medlemmarna av aventinska oppositionen i januari 1926 försökte delta i parlamentsförhandlingarna uteslöts de. Bekämpandet av aventinska oppositionen betecknar övergången från ett modifierat parlamentariskt styre till en renodlad diktatur i fascismens Italien.